# Tubeteika

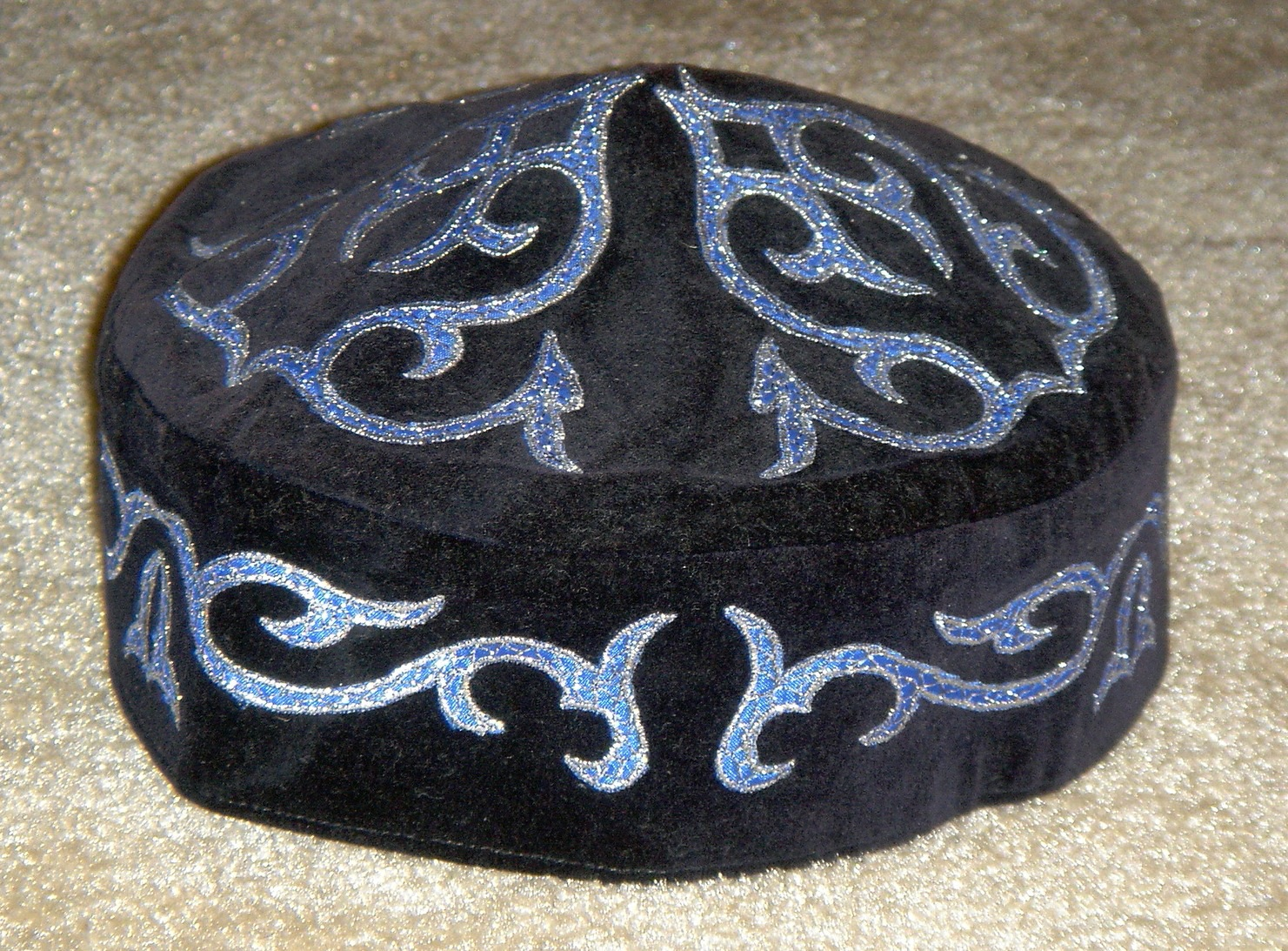
Una tubeteika kazaja.

Una tubeteika o tübätäy (kazajo: Топы/тақия, en tártaro: Түбәтәй, en turcomano: Tahiya, en uigur دوپپا }} en ruso: Тюбетейка) es un gorro típico del Asia Central. En la actualidad es muy popular en Tayikistán, Kazajistán, Kirguistán y Uzbekistán, así como en las comunidades musulmanas de algunas regiones de Rusia (principalmente por los tártaros). 

## Orígenes
La tubeteika ha nacido en las naciones que tienen su origen en las poblaciones túrquicas como símbolo e identidad de los mismos. Posee una cierta similitud con la yurta, otro de los iconos del Asia Central. La gorra se denomina en uzbeco duppi o kalpoq y es considerada una expresión de arte aplicada y expresión del arte popular.